# Eulithis baumani
Eulithis baumani är en fjärilsart som beskrevs av Samuel E. Cassino, Louis W. Swett och S. 1922. Eulithis baumani ingår i släktet Eulithis och familjen mätare. Inga underarter finns listade i Catalogue of Life.